# Carapelle Calvisio
Carapelle Calvisio est une commune de la province de L'Aquila, dans la région Abruzzes en Italie.

## Histoire

### Séisme du 6 avril 2009
Le bourg de Carapelle Calvisio a été gravement touché par le séisme de L'Aquila de 2009, faisant partie du « cratère sismique ».

## Administration
| Période                                  | Période  | Identité           | Étiquette | Qualité |
| ---------------------------------------- | -------- | ------------------ | --------- | ------- |
| 30 mai 2006                              | En cours | Domenico Di Cesare |           |         |
| Les données manquantes sont à compléter. |          |                    |           |         |

### Communes limitrophes
Calascio, Capestrano, Caporciano, Castelvecchio Calvisio, Isola del Gran Sasso d'Italia (TE), Navelli, San Pio delle Camere, Santo Stefano di Sessanio